# Damme (Allemagne)
Pour les articles homonymes, voir Damme.
Damme est une ville allemande de Basse-Saxe dans l'arrondissement de Vechta, à 36 km au Nord-Est d'Osnabrück. Elle est reconnue pour son carnaval annuel, sur lequel est consacré presque entièrement son unique musée.
Damme possède les infrastructures scolaires complètes pour l'éducation primaire (Grundschule) et secondaire (Hauptschule, Realschule et Gymnasium).

## Jumelages
- Damme (Belgique) depuis 1986

## Économie
- Grimme, fabricant de machines agricoles, spécialiste mondial des arracheuses de pommes de terre.

## Le Carnaval
Le carnaval de Damme (Dammer Karneval en allemand) est un évènement annuel du mois de janvier. Il consiste en une grande fête de trois jours (du samedi au lundi) réunissant presque toute la ville. Des discothèques viennent s'installer dans les tentes et plusieurs vendeurs se munissent d'un kiosque. Le dimanche et le lundi, un grand défilé sillonne la ville pendant plusieurs heures. Les gens qui y participent se déguisent et crient « Helau! » en passant dans les rues.

## Galerie de photos

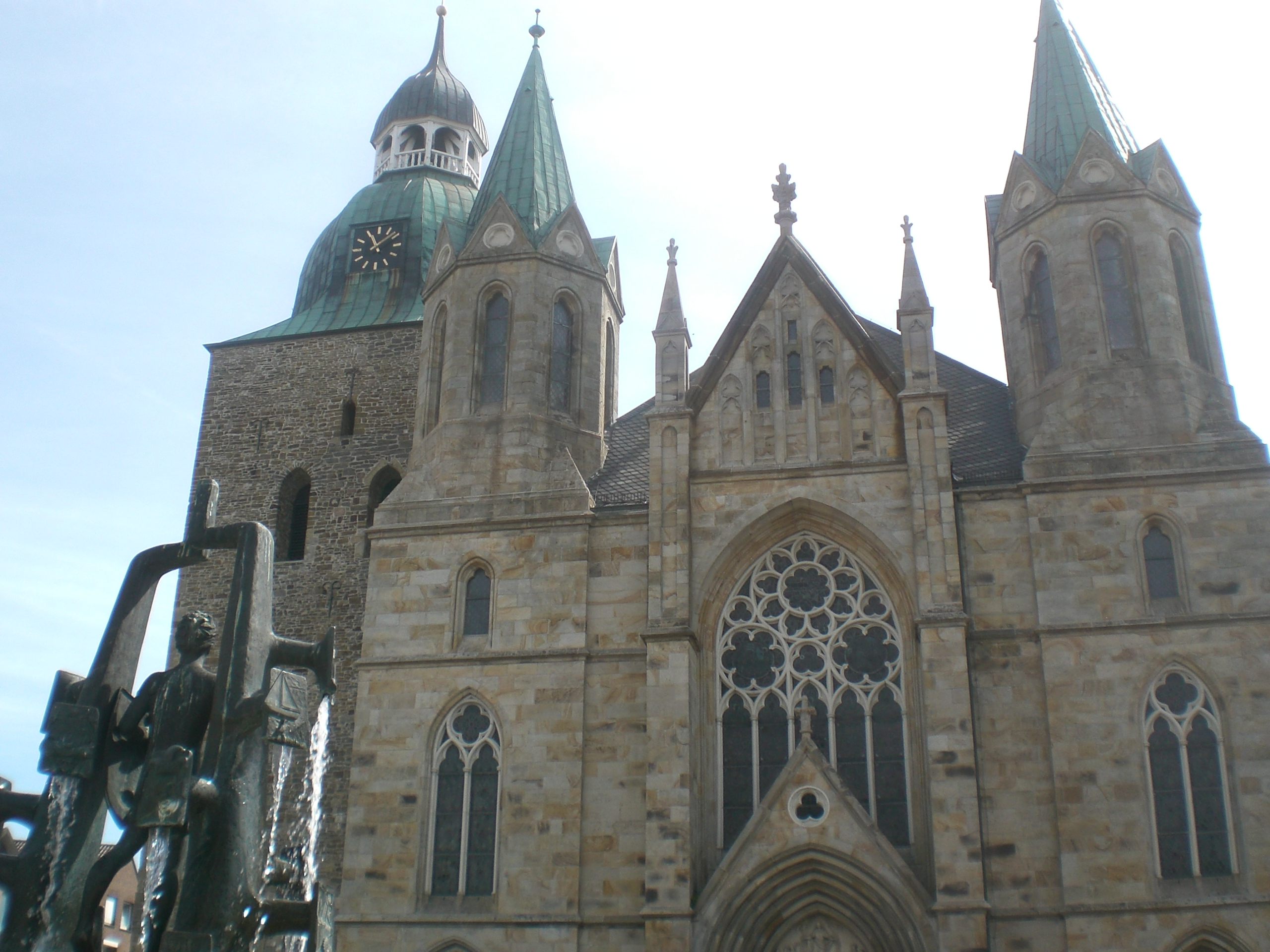
Église St. Viktor
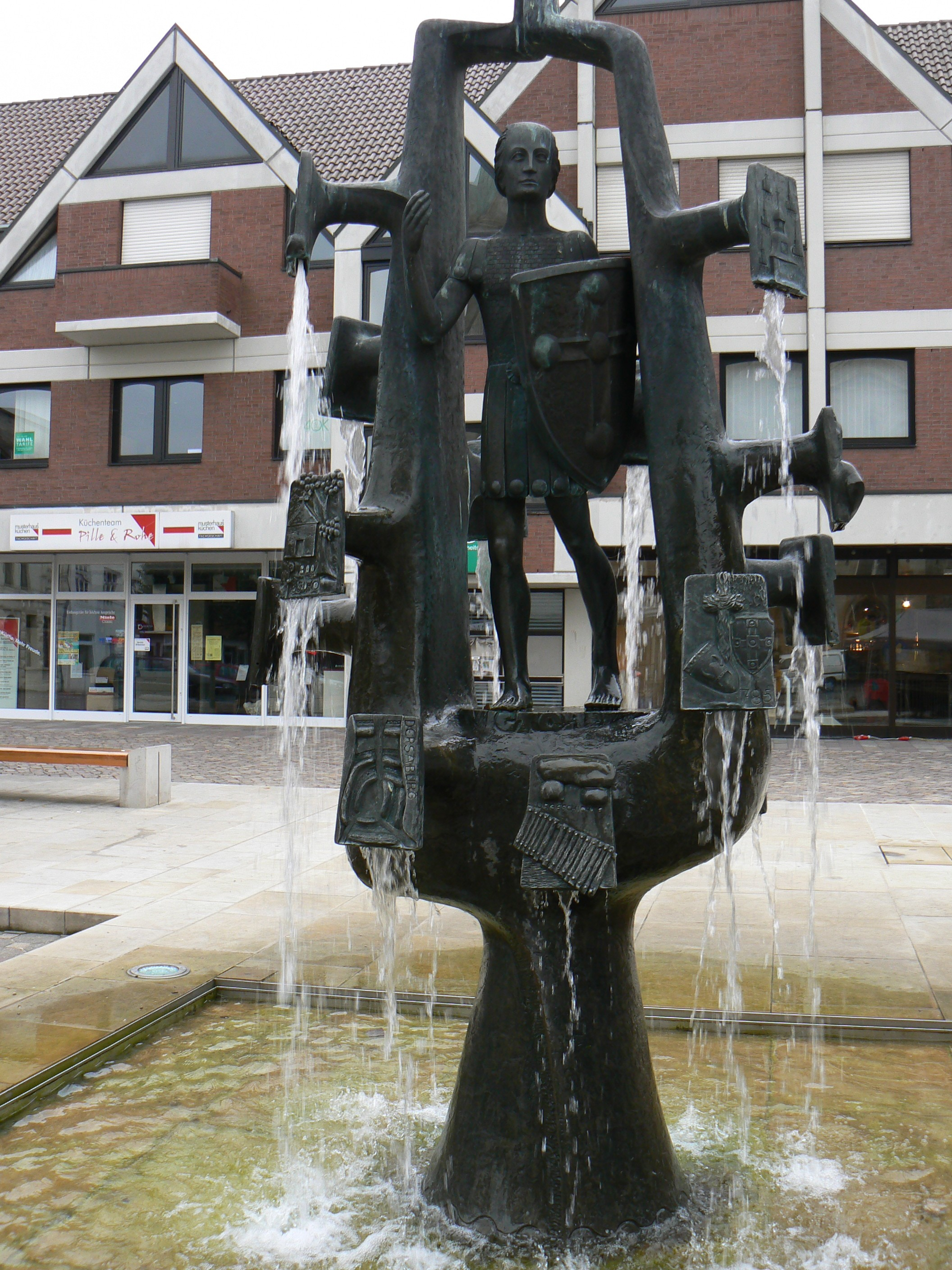
Fontaine St. Viktor
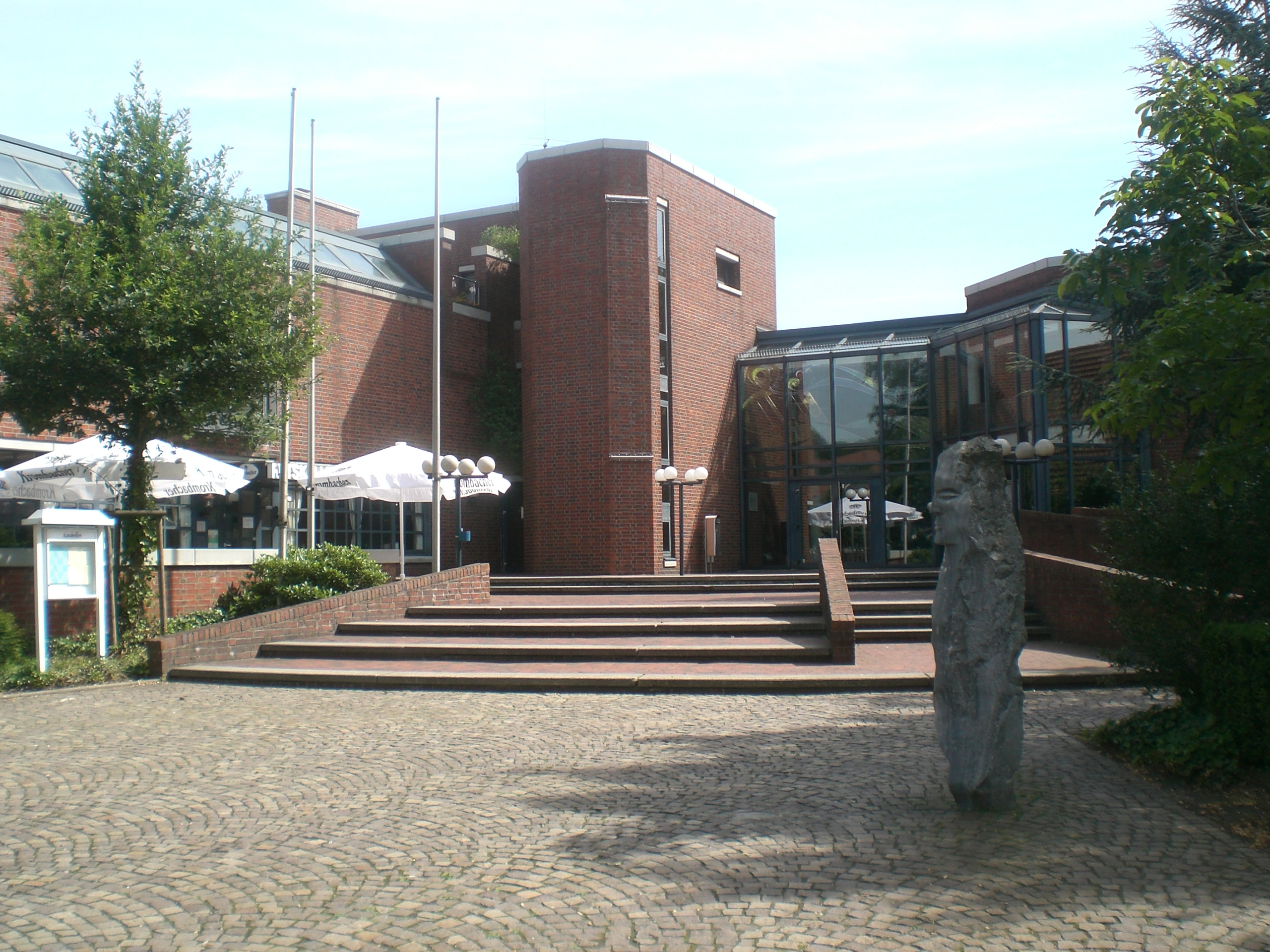
Mairie
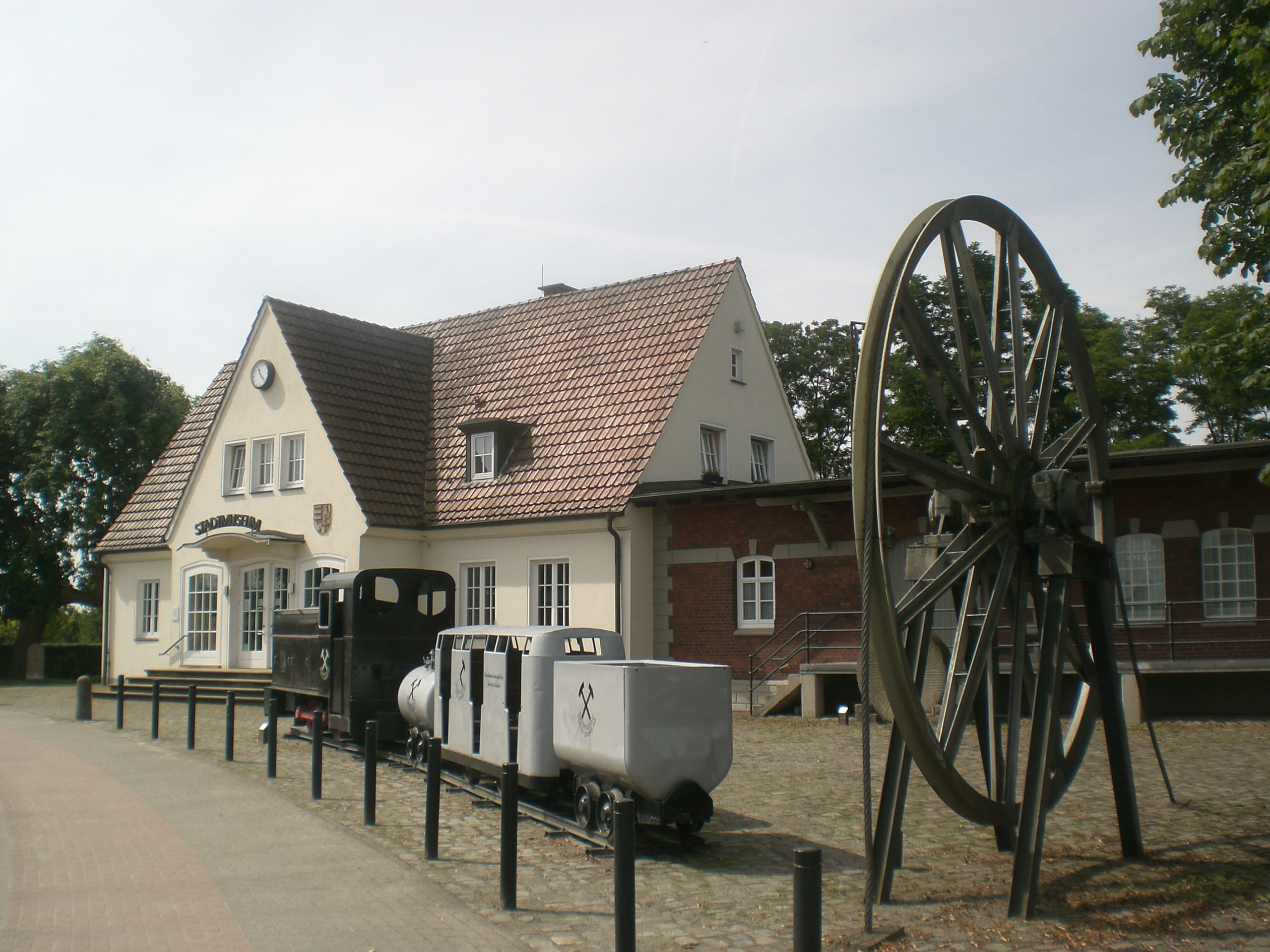
Musée de Damme
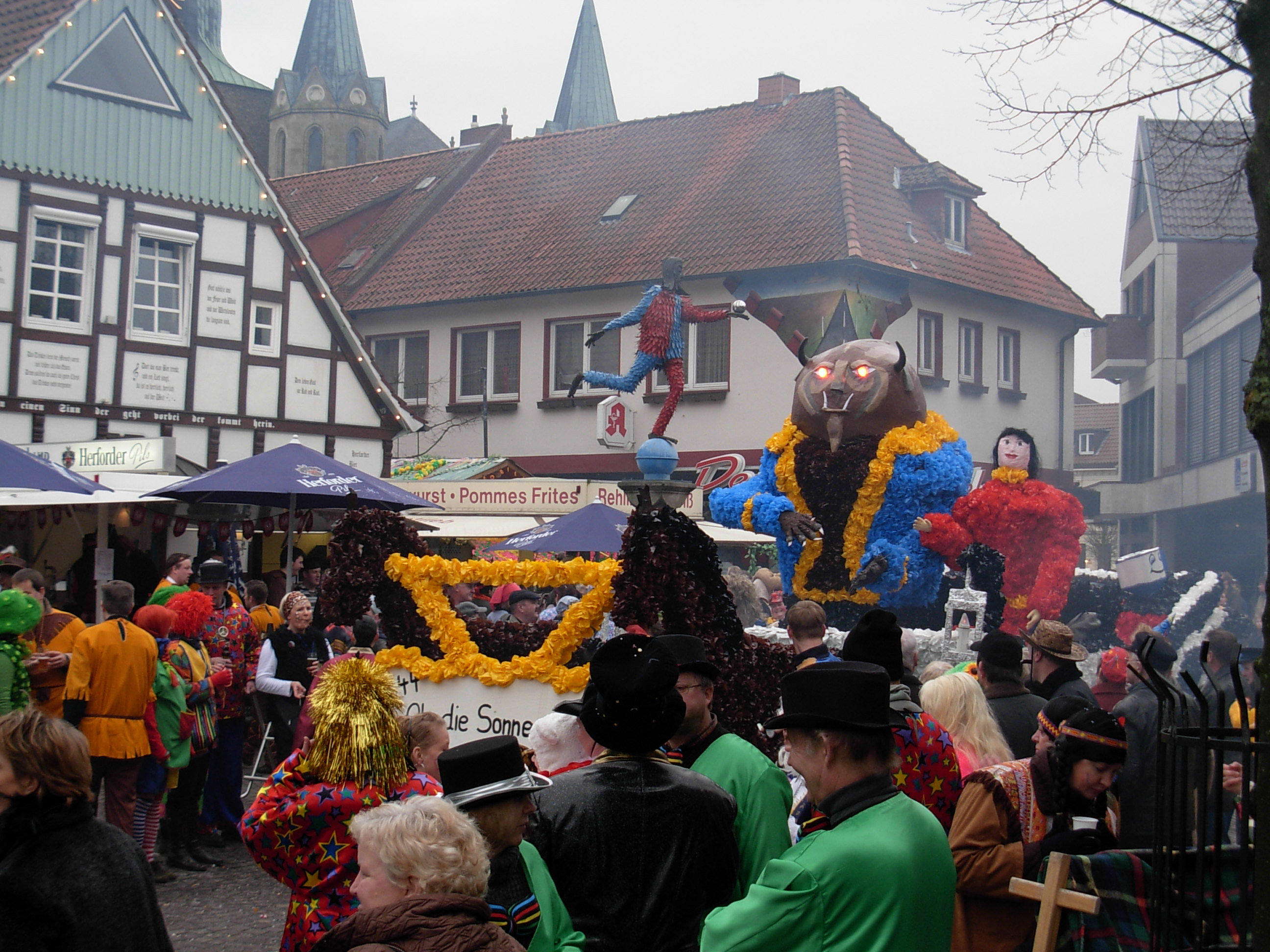
Le carnaval de Damme